# Eleccions prefecturals de Tòquio de 2017
Les eleccions prefecturals a l'Assemblea Metropolitana de Tòquio de 2017 (平成29年/2017年東京都議会議員選挙, Heisei 29-nen/2017-nen Tōkyō togikai giin senkyo) es van celebrar el diumenge 2 de juliol de 2017. En aquestes eleccions van ser triats 127 membres de l'Assemblea Metropolitana de Tòquio mitjançant 42 circumscripcions electorals, set d'ells amb el sistema d'escrutini uninominal majoritari i els trenta-cinc restants amb el sistema de vot únic no transferible.
Els resultats d'aquestes eleccions, les quals van suposar un triomf aclaparador del partit de la governadora Yuriko Koike, va fer que el Primer Ministre Shinzo Abe anunciés l'avançament de les eleccions generals.

## Fets previs
El Primer Ministre Shinzo Abe arribà al seu càrrec mitjançant les eleccions generals de 2012 i reforçà el seu lideratge a les eleccions generals de 2014. En contraposició, el govern d'Abe estava sent severament criticat pels nombrosos casos de corrupció en els quals estava involucrat i l'incident amb la ministra de defensa, na Tomomi Inada. Al mateix temps, el 2016, na Yuriko Koike va guanyar les eleccions a Governador de Tòquio com a independent i en juny de 2017 va deixar el PLD per formar un nou partit, el Tomin First no Kai, per tal de competir amb el PLD a les eleccions prefecturals d'aquell mateix any. En aquell moment, Koike pareixia ser la successora d'Abe com a Primer Ministre.

## Candidatures
| Partit | Partit                          | En el càrrec   | Candidats    | Candidats       | Candidats | Candidats | Candidats |
| Partit | Partit                          | En el càrrec   | En el càrrec | Diputats previs | Nous      | Total     | (Dones)   |
| ------ | ------------------------------- | -------------- | ------------ | --------------- | --------- | --------- | --------- |
|        | Partit Liberal Democràtic (PLD) | 57             | 49           | 0               | 11        | 60        | (6)       |
|        | Kōmeitō (Kōmei)                 | 22             | 19           | 0               | 4         | 23        | (3)       |
|        | Partit Comunista Japonés (PCJ)  | 17             | 11           | 1               | 25        | 37        | (17)      |
|        | Partit Demòcrata (PD)           | 7              | 7            | 6               | 10        | 23        | (6)       |
|        | Tomin First no Kai (Tomin)      | 6              | 6            | 4               | 40        | 50        | (17)      |
|        | Tokyo Seikatsusha Network (Net) | 3              | 2            | 0               | 2         | 4         | (4)       |
|        | Nippon Ishin no Kai (Ishin)     | 1              | 1            | 1               | 2         | 4         | (1)       |
|        | Partit Socialdemòcrata (PSD)    | 0              | 0            | 0               | 1         | 1         | (1)       |
|        | Altres                          | 0              | 0            | 1               | 16        | 17        | (4)       |
|        | Independents                    | 13             | 11           | 4               | 25        | 40        | (6)       |
| Total  | Total                           | 126 (1 vacant) | 106          | 17              | 136       | 259       | (65)      |

## Resultats
Els resultats van ser els següents:
- Els acòlits de na Yuriko Koike aconsegueixen 79 escons totals: 49 del Tomin First no Kai, 23 del Kōmeitō, 1 del Tokyo Seikatsusha Network i 6 independents afins al Tomin.
- El PLD, fins llavors el principal partit i el més gran, aconsegueix només 23 escons, assolint els seus pitjors resultats en la història (fins aleshores, els pitjors resultats del partit havien estat en les eleccions prefecturals de Tòquio de 1965 i en les eleccions de 2009, assolint 38 escons.
- El Partit Comunista aconsegueix 19 escons, millorant encara més els seus sòlids resultats del 2013.
- El Partit Democràtic baixa i aconsegueix només 5 escons; l'únic candidat del Nippon Ishin no Kai aconsegueix el seu escó.

### Resultats generals
| Partit                                                 | Candidats | Vots      | %      | Escons (dones) |
| ------------------------------------------------------ | --------- | --------- | ------ | -------------- |
| Tomin First no Kai (都民ファーストの会)                | 50        | 1.884.029 | 33,68  | 49 (17)        |
| Partit Liberal Democràtic (自由民主党, Jiyū Minshutō)  | 60        | 1.260.101 | 22,53  | 23 (1)         |
| Kōmeitō (公明党, Kōmeitō)                              | 23        | 734.697   | 13,13  | 23 (3)         |
| Partit Comunista Japonés (日本共産党, Nihon Kyōsan-tō) | 37        | 773.722   | 13,83  | 19 (13)        |
| Partit Democràtic (民進党, Minshintō)                  | 23        | 385.752   | 6,90   | 5 (0)          |
| Tokyo Seikatsusha Network (東京・生活者ネットワーク)   | 4         | 69.929    | 1,25   | 1 (1)          |
| Nippon Ishin no Kai (日本維新の会)                     | 4         | 54.016    | 0,97   | 1 (0)          |
| Partit Socialdemòcrata (社民党 Shamin-tō)              | 1         | 13.243    | 0,24   | 0              |
| Altres                                                 | 17        | 43.092    | 0,77   | 0              |
| Independents (afins al Tomin inclosos)                 | 40        | 375.048   | 6,70   | 6 (1)          |
| Total (participació 51.3%)                             | 259       | 5.593.631 | 100,00 | 127 (36)       |
| Font: Tokyo electoral commission                       |           |           |        |                |

### Resultats per circumscripció
| Circumscripció | Nombre d'escons | Candidats totals | Candidats electes | Candidats electes | Candidats electes | Candidats electes | Candidats electes | Candidats electes | Candidats electes | Candidats electes | Candidats electes | Candidats electes |
| -------------- | --------------- | ---------------- | ----------------- | ----------------- | ----------------- | ----------------- | ----------------- | ----------------- | ----------------- | ----------------- | ----------------- | ----------------- |
| Circumscripció | Nombre d'escons | Candidats totals | PLD               | Kōmeitō           | PCJ               | PD                | Tomin             | Net               | Ishin             | PSD               | Altres            | Ind.              |
| Chiyoda        | 1               | 4                | 0/1Kokoro         |                   |                   |                   | 1/1Kōmei          |                   |                   |                   | 0/1               | 0/1JCP            |
| Chūō           | 1               | 5                | 0/1Kokoro         |                   |                   |                   | 1/1Kōmei          |                   |                   |                   | 0/1               | 0/21×JCP          |
| Minato         | 2               | 6                | 1/2Kokoro         |                   | 0/1               |                   | 1/1Kōmei          |                   |                   |                   | 0/1               | 0/1Tomin          |
| Shinjuku       | 4               | 7                | 1/2Kokoro         | 1/1Tomin          | 1/1               | 0/1               | 1/1Net            |                   |                   |                   |                   | 0/1               |
| Bunkyō         | 2               | 3                | 1/1Kokoro         |                   | 0/1               |                   | 1/1Kōmei          |                   |                   |                   |                   |                   |
| Taitō          | 2               | 5                | 0/1Kokoro         |                   | 0/1               |                   | 1/1Kōmei          |                   |                   |                   |                   | 1Kōmei&Tomin/2    |
| Sumida         | 3               | 5                | 1/2Kokoro         | 1/1Tomin          | 0/1               |                   | 1/1               |                   |                   |                   |                   |                   |
| Kōtō           | 4               | 9                | 1/2Kokoro         | 1/1Tomin          | 1/1               | 0/1               | 1/1               |                   |                   |                   | 0/1               | 0/21×Tomin        |
| Shinagawa      | 4               | 7                | 0/2Kokoro         | 1/1Tomin          | 1/1               | 0/1LP&Net         | 2/2               |                   |                   |                   |                   |                   |
| Meguro         | 3               | 5                | 0/2Kokoro         | 1/1Tomin          | 1/1               |                   | 1/1Net            |                   |                   |                   |                   |                   |
| Ōta            | 8               | 15               | 2/3Kokoro         | 2/2Tomin          | 1/2               | 0/1LP&Net         | 2/2               |                   | 1/1               |                   | 0/1               | 0/3               |
| Setagaya       | 8               | 18               | 3/3Kokoro         | 1/1Tomin          | 1/1               | 1/1LP             | 2/2               | 0/1DP             | 0/1               | 0/1LP             | 0/2               | 0/5               |
| Shibuya        | 2               | 5                | 0/1Kokoro         |                   | 0/1               | 0/1LP             | 1/1Kōmei          |                   |                   |                   |                   | 1/1Kōmei&Tomin    |
| Nakano         | 3 (-1)          | 6                | 0/1Kokoro         | 1/1Tomin          | 0/1               | 1/1LP&Net         | 1/1               |                   |                   |                   | 0/1               |                   |
| Suginami       | 6               | 12               | 2/2Kokoro         | 1/1Tomin          | 1/1               | 0/2LP             | 2/2               | 0/1DP             |                   |                   | 0/2               | 0/1               |
| Toshima        | 3               | 5                | 0/1Kokoro         | 1/1Tomin          | 1/1               | 0/1LP             | 1/1               |                   |                   |                   |                   |                   |
| Adachi         | 3 (-1)          | 5                | 0/1Kokoro         | 1/1Tomin          | 1/1LP             | 0/1LP             | 1/1               |                   |                   |                   |                   |                   |
| Arakawa        | 2               | 7                | 0/1Kokoro         | 1/1Tomin          | 0/1               |                   |                   |                   |                   |                   | 0/1               | 1Tomin/3          |
| Itabashi       | 5               | 10               | 0/2Kokoro         | 1/1Tomin          | 1/1               | 1/1LP&Net         | 2/2               |                   |                   |                   | 0/1               | 0/2               |
| Nerima         | 6               | 10               | 1/2Kokoro         | 1/1Tomin          | 1/1               | 1/2LP             | 2/2               | 0/1DP             |                   |                   | 0/1               |                   |
| Adachi         | 6               | 9                | 1/2Kokoro         | 2/2Tomin          | 1/1               | 0/1LP             | 2/21×Net          |                   | 0/1               |                   |                   |                   |
| Katsushika     | 4               | 8                | 1/2Kokoro         | 1/1Tomin          | 1/1               | 0/1LP&Net         | 1/1               |                   |                   |                   | 0/2               |                   |
| Edogawa        | 5               | 6                | 1/2Kokoro         | 1/1Tomin          | 1/1               |                   | 2/2               |                   |                   |                   |                   |                   |
| Hachiōji       | 5               | 9                | 1/2Kokoro         | 1/1Tomin          | 1/1               | 0/1LP&Net         | 2/2               |                   |                   |                   | 0/1               | 0/1               |
| Tachikawa      | 2               | 4                | 1/1Kokoro         |                   | 0/1               |                   | 1/1Kōmei          |                   |                   |                   |                   | 0/1Tomin          |
| Musashino      | 1               | 3                | 0/1Kokoro         |                   |                   | 0/1LP&Net         | 1/1Kōmei          |                   |                   |                   |                   |                   |
| Mitaka         | 2               | 4                | 0/1Kokoro         |                   | 0/1               | 1/1LP&Net         | 1/1Kōmei          |                   |                   |                   |                   |                   |
| Ōme            | 1               | 3                | 0/1Kokoro         |                   |                   |                   | 1/1Kōmei&Net      |                   |                   |                   |                   | 0/1JCP            |
| Fuchū          | 2               | 4                | 0/1Kokoro         |                   | 0/1               |                   | 2/2Kōmei&1×Net    |                   |                   |                   |                   |                   |
| Akishima       | 1               | 3                | 0/1Kokoro         |                   | 0/1               |                   | 1/1Kōmei&Net      |                   |                   |                   |                   |                   |
| Machida        | 4 (+1)          | 8                | 1/2Kokoro         | 1/1Tomin          | 1/1               | 0/1LP&Net         | 1/1               |                   | 0/1               |                   | 0/1               |                   |
| Koganei        | 1               | 5                | 0/1Kokoro         |                   |                   |                   | 1/1Kōmei          |                   |                   |                   |                   | 0/31×JCP          |
| Kodaira        | 2               | 4                | 1/1Kokoro         |                   | 0/1               | 0/1LP&Net         | 1/1Kōmei          |                   |                   |                   |                   |                   |
| Hino           | 2               | 4                | 1/1Kokoro         |                   | 0/1               |                   | 1/1Kōmei&Net      |                   |                   |                   |                   | 0/1               |
| Nishitōkyō     | 2               | 4                | 0/1Kokoro         |                   | 0/1               |                   | 1/1Kōmei          |                   |                   |                   |                   | 1/1Tomin          |
| Nishi-Tama     | 2               | 4                | 1/1Kokoro         |                   | 0/1               |                   | 1/1Kōmei&Net      |                   |                   |                   |                   | 0/1Tomin&Net      |
| Minami-Tama    | 2               | 5                | 0/1Kokoro         |                   | 0/1               |                   | 1/1Kōmei&Net      |                   |                   |                   |                   | 1Tomin/2          |
| Kita-Tama 1    | 3               | 6                | 0/1Kokoro         | 1/1Tomin          | 1/1               | 0/1LP             | 1/1               |                   |                   |                   |                   | 0/1               |
| Kita-Tama 2    | 2               | 4                | 0/1Kokoro         |                   |                   | 0/1LP             | 1/1Kōmei          | 1/1JCP, DP, Tomin |                   |                   |                   |                   |
| Kita-Tama 3    | 3 (+1)          | 6                | 0/1Kokoro         | 1/1Tomin          | 1/1               |                   |                   |                   |                   |                   |                   | 1Tomin&Net/3      |
| Kita-Tama 4    | 2               | 4                | 0/1Kokoro         |                   | 1/1               |                   | 1/1Kōmei          |                   |                   |                   |                   | 0/1Tomin&Net      |
| Illes          | 1               | 3                | 1/1Kokoro         |                   | 0/1               |                   | 0/1Kōmei          |                   |                   |                   |                   |                   |
| Total          | 127             | 259              | 23/60             | 23/23             | 19/37             | 5/23              | 49/50             | 1/4               | 1/4               | 0/1               | 0/17              | 6Tomin/40         |

## Altres eleccions el mateix dia
El mateix dia, en les eleccions municipals de Kokubunji, Tòquio, el fins llavors batlle, Kunio Izawa, torna a guanyar les eleccions recolzap pel PLD i el Komeito contra el candidat de l'esquerra (PD, PCJ, PL, PSD i Net), l'antic diputat Michio Higuchi. Aquell dia també es va celebrar altra elecció prefectural, en concret a la prefectura de Hyōgo.